# Kim Eun-sun
Đây là một tên người Triều Tiên, họ là Kim.
Kim Eun-Sun (tiếng Hàn: 김은선; Hanja: 金恩宣; sinh ngày 30 tháng 3 năm 1988) là một cầu thủ bóng đá Hàn Quốc thi đấu ở vị trí tiền vệ cho Suwon Samsung Bluewings.

## Sự nghiệp câu lạc bộ
Kim được chọn trong lựa chọn ưu tiên của đợt tuyển quân K League 2011 bởi Gwangju FC.